# Lansirna rampa
Lansirna rampa je nadzemna platforma s koje se okomito lansira projektil na raketni pogon ili svemirska letjelica. Svemirska luka (lansirni kompleks, kozmodrom) i raketodromi su pogoni u kojima je logistika za jednu ili više lansirnih rampa. Svaka rampa općenito ima servisni toranj, lansirni toranj, stalni ili pokretni, koji daje pristup jednoj ili više platforma radi pregleda i održavanja letjelice, te pupčanu strukturu koja opskrbljuje letjelicu propelantima, kriogenim tekućinama, električnom strujom, komunikacijama i telemetrijom prije lansiranja. Servisna struktura također omogućuje pristup kabini za osoblje za letjelice s ljudskom posadom. Na rampi se može nalaziti struktura za skretanje ognja radi sprječavanja vrućine iz raketnih ispušnika da ne bi oštetile letjelicu ili dijelove rampe te sustav za suzbijanje buke koji prska velike količine vode. Rampa za svoju zaštitu može imati naprave za zaštitu od gromova (lightning arrester). 
Lansirna rampa razlikuje se od raketnog silosa koji također okomito lansira projektile, ali je smješten ispod zemlje radi zaštite od neprijateljskog napada i skrivanja od pogleda nepoželjnih osoba.